# Bracca bajula
Bracca bajula är en fjärilsart som beskrevs av Jacob Hübner 1820. Bracca bajula ingår i släktet Bracca och familjen mätare. Inga underarter finns listade i Catalogue of Life.